# Inverse Records
Inverse Records ist ein 2011 gegründetes finnisches Musiklabel aus Jyväskylä. Es ist vor allem auf Thrash-, Death- und Melodic-Death-Metal-Bands aus dem eigenen Land spezialisiert. Zu den wenigen Abweichungen aus diesem Muster gehören u. a. die finnische Groove-Metal-Band Dark Days Ahead und – im Rahmen der Kompilation Voice this Sound – die stark vom Indierock beeinflusste Emo-Band Time Spent Driving.
Neben der eigenen Tätigkeit als Label ist Inverse Records auch als Vertrieb aktiv, z. B. für Curimus und deren 2012 über Freezing Penguin Records veröffentlichtes Album „Realization“.

## Künstler (Auswahl)
- Among the Prey
- Anger Cell
- Autere
- Blind Stare
- Carnalation
- Carnal Demise
- Code for Silence
- Coredust
- Curimus
- Dark Days Ahead
- Dawn of Tears
- Fear of Domination
- Kamala
- Kill the Romance
- Iliac Thorns
- Magenta Harvest
- Mesetiah
- Northern Discipline
- Rage My Bitch
- Red Moon Architect
- Retrogression
- Se, Josta Ei Puhuta
- Simalucrum
- The Undivine
- Time Spent Driving ()
- Wömit Angel